# 서울 지장암 목조관음보살좌상 및 복장유물
서울 지장암 목조관음보살좌상 및 복장유물(서울 地藏庵 木造觀音菩薩坐像 및 服藏遺物)은 서울특별시 종로구 창신동, 지장암에 있는 조선시대의 불상 및 복장유물이다. 2012년 3월 22일 서울특별시의 유형문화재 제332호로 지정되었다.

## 개요
이 불상은 하나의 통나무로 조각한 일목식(一木式) 불상으로, 17세기 불상 조각 양식에서 진전된 다소 간략화 되고 일면 형식화된 특징도 보여주는 체붕 작 관음보살상으로, 18세기 영·정조시대 조각 양식의 대두를 알려줄 뿐만 아니라, 조성시기가 1733년으로 확실하여 조선시대 18세기 조각사 연구에 귀중한 자료이다.

## 같이 보기
- 지장암

## 참고 자료
- 지장암 목조관음보살좌상 및 복장유물 - 국가유산청 국가유산포털